# 解海龙
解海龙（1951年5月—），北京人，中国现实主义摄影家。

## 生平
1980年开始学习摄影，经过近十年的努力，摄影技术明显提高，多次在摄影比赛中获奖，但早期作品题材杂乱，没有个人风格，被人评价为“令人喜不如令人思”。于是后来开始确定路线，把目光投向了大山，投向了那里因贫困而无法上学的孩子。
从1987年起，解海龙开始进行“中国贫困地区基础教育现状调查”，亲身到很多中国的偏远、贫困地区，拍摄了大量的专题照片。1990年，当解海龙再次去农村进行艺术创作时，发现许多贫困地区的农家孩子因生活困难，不能入学受教育。这些孩子渴望读书的心情深深地打动了解海龙，他决心用照相机把他们记录下来，开始了浩大的摄影记录工程，试图用照片动员人们帮帮这些可能成为文盲的孩子。
1991年成为希望工程志愿者，拍摄大量作品，包括《大眼睛》。
1992年4月，他的作品开始流传，《大眼睛》走进大众视野。同年，台湾的台北、台中、高雄三大城市巡回展出了解海龙影展，岛上的一些媒体刊出他的照片，并以题为“发挥了最大影响力的当代中国摄影家”为题进行连续报道，在台湾轰动一时。
1994年10月，《我要上学》摄影集出版。
2001年－2011年，任中国摄影家协会分党组成员、副秘书长；中国摄影著作权协会总干事、副主席

## 贡献
解海龙为唤起社会各界参与支持希望工程发挥了不可替代的作用，做出了杰出贡献，他所拍摄的纪实照片，涉及到失学孩子的，全部复了学；涉及到危困教室的，全部建成了希望小学。